# Phillip Phillips
Phillip Phillips (né le 20 septembre 1990) est un chanteur américain originaire de Leesburg, en Géorgie, qui a remporté la onzième saison d'American Idol en 2012.
À la suite de sa victoire à American Idol il signe son premier disque chez 19 recordings (label d'Interscope). Il est classé numéro un des classements américains en août 2012 avec son premier single Home. Son premier album World From The Side Of The Moon est sorti le 19 novembre 2012.

## Biographie
Il est le fils de Sheryl et Phillip Phillips, Sr.

### Parcours à American Idol
| Épisode                 | Thème                                | Chanson                                                                                    | Artiste                            | Ordre # | Résultat |
| ----------------------- | ------------------------------------ | ------------------------------------------------------------------------------------------ | ---------------------------------- | ------- | -------- |
| Audition                | Choix                                | "Superstition"                                                                             | Stevie Wonder                      | N/A     | Advanced |
| Audition                | Choix                                | "Thriller"                                                                                 | Michael Jackson                    | N/A     | Advanced |
| Hollywood Round, Part 1 | First Solo                           | "Papa's Got a Brand New Bag"                                                               | James Brown                        | N/A     | Advanced |
| Hollywood Round, Part 2 | Group Performance                    | "Broken Strings"                                                                           | James Morrison feat. Nelly Furtado | N/A     | Advanced |
| Hollywood Round, Part 3 | Second Solo                          | "Wicked Game"                                                                              | Chris Isaak                        | N/A     | Advanced |
| Las Vegas Round         | Songs of the 1950s Group Performance | "I Only Have Eyes For You"                                                                 | Dick Powell & Ruby Keeler          | N/A     | Advanced |
| Final Judgment          | Final Solo                           | "Nice and Slow"                                                                            | Usher                              | N/A     | Advanced |
| Top 25 (13 Men)         | Personal Choice                      | "In the Air Tonight"                                                                       | Phil Collins                       | 9       | Advanced |
| Top 13                  | Stevie Wonder                        | "Superstition"                                                                             | Stevie Wonder                      | 13      | Safe     |
| Top 11                  | Year They Were Born                  | "Hard to Handle"                                                                           | Otis Redding                       | 1       | Safe     |
| Top 10                  | Billy Joel                           | "Movin' Out"                                                                               | Billy Joel                         | 6       | Safe     |
| Top 9                   | Their Personal Idols                 | Trio "Landslide" / "Edge of Seventeen" / "Don't Stop" with Colton Dixon & Elise Testone    | Fleetwood Mac / Stevie Nicks       | 3       | Safe     |
| Top 9                   | Their Personal Idols                 | Solo "Still Rainin'"                                                                       | Jonny Lang                         | 9       | Safe     |
| Top 8                   | Songs from the 1980s                 | Solo "That's All"                                                                          | Genesis                            | 4       | Safe     |
| Top 8                   | Songs from the 1980s                 | Duet "Stop Draggin' My Heart Around" with Elise Testone                                    | Stevie Nicks & Tom Petty           | 8       | Safe     |
| Top 7                   | Songs from the 2010s                 | Duet "Somebody That I Used to Know" with Elise Testone                                     | Gotye feat. Kimbra                 | 3       | Safe     |
| Top 7                   | Songs from the 2010s                 | Solo "Give a Little More"                                                                  | Maroon 5                           | 8       | Safe     |
| Top 7                   | Songs from Now & Then                | "U Got It Bad"                                                                             | Usher                              | 4       | Safe     |
| Top 7                   | Songs from Now & Then                | "In the Midnight Hour"                                                                     | Wilson Pickett                     | 11      | Safe     |
| Top 6                   | Queen                                | "Fat Bottomed Girls"                                                                       | Queen                              | 5       | Safe     |
| Top 6                   | Contestant's Choice                  | "The Stone"                                                                                | Dave Matthews Band                 | 11      | Safe     |
| Top 5                   | Songs from the 1960s                 | Solo "The Letter"                                                                          | The Box Tops                       | 2       | Safe     |
| Top 5                   | Songs from the 1960s                 | Duet "You've Lost That Lovin' Feelin'" avec Joshua Ledet                                   | The Righteous Brothers             | 4       | Safe     |
| Top 5                   | British Pop                          | "Time of the Season"                                                                       | The Zombies                        | 8       | Safe     |
| Top 4                   | California Dreamin'                  | Solo "Have You Ever Seen the Rain?"                                                        | Creedence Clearwater Revival       | 1       | Safe     |
| Top 4                   | California Dreamin'                  | Duet "This Love" with Joshua Ledet                                                         | Maroon 5                           | 5       | Safe     |
| Top 4                   | California Dreamin'                  | Quartet "Waiting for a Girl Like You" avec Hollie Cavanagh, Joshua Ledet & Jessica Sanchez | Foreigner                          | 7       | Safe     |
| Top 4                   | Songs They Wish They'd Written       | "Volcano"                                                                                  | Damien Rice                        | 8       | Safe     |
| Top 3                   | Judges' Choice                       | "Beggin'"                                                                                  | The Four Seasons                   | 3       | Safe     |
| Top 3                   | Contestant's Choice                  | "Disease"                                                                                  | Matchbox Twenty                    | 6       | Safe     |
| Top 3                   | Jimmy Iovine's Choice                | "We've Got Tonight"                                                                        | Bob Seger                          | 9       | Safe     |
| Finale                  | Simon Fuller's Choice                | "Stand by Me"                                                                              | Ben E. King                        | 2       | Winner   |
| Finale                  | Favorite Performance                 | "Movin' Out (Anthony)"                                                                     | Billy Joel                         | 4       | Winner   |
| Finale                  | Winner's Single                      | "Home"                                                                                     | Phillip Phillips                   | 6       | Winner   |

## Discographie

### Albums studio
| The World from the Side of the Moon | - Sortie: 19 novembre 2012 - Label: Interscope - Formats: CD, digital download | 4 | 59 | 6 | 32 | 58 | - US: 1,033,000 | - US: Platinum - CAN: Platinum |
| Behind the Light                    | - Sortie: 14 mai 2014 - Label: Interscope - Formats: CD. digital Download      | 7 | —  | 7 | 24 | —  | - US: 123,000   |                                |

### Compilations
| Titre                                   | Détails                                                                     | Classement | Classement | Ventes       |
| Titre                                   | Détails                                                                     | US         | CAN        | Ventes       |
| --------------------------------------- | --------------------------------------------------------------------------- | ---------- | ---------- | ------------ |
| Phillip Phillips: Journey to the Finale | - Released: May 23, 2012 - Label: 19 Recordings - Formats: digital download | 11         | 30         | - US: 45,000 |

### Extended plays
| Titrle                             | Détails                                                                    | Classement | Classement | Ventes       |
| Titrle                             | Détails                                                                    | US         | CAN        | Ventes       |
| ---------------------------------- | -------------------------------------------------------------------------- | ---------- | ---------- | ------------ |
| American Idol Season 11 Highlights | - Sortie: 3 juillet 2012 - Label: 19 Recordings - Formats: CD              | 25         | 67         | - US: 82,000 |
| iTunes Session                     | - Released: Oct 8, 2013 - Label: 19 Recordings - Formats: Digital download | 148        | —          |              |
| Live EP                            | - Released: Nov 19, 2013 - Label: Interscope - Formats: Digital download   | —          | —          |              |

## Singles
| Année | Single               | Classements | Classements | Classements | Classements | Classements | Classements | Classements | Classements | Classements | Classements | Classements | Ventes          | Certifications                                  | Album                               |
| Année | Single               | US          | US Pop      | US Adult    | US AC       | AUS         | BEL (FL)    | BEL (WA)    | CAN         | NLD         | NZ          | UK          | Ventes          | Certifications                                  | Album                               |
| ----- | -------------------- | ----------- | ----------- | ----------- | ----------- | ----------- | ----------- | ----------- | ----------- | ----------- | ----------- | ----------- | --------------- | ----------------------------------------------- | ----------------------------------- |
| 2012  | "Home"               | 6           | 8           | 1           | 1           | 56          | 11          | 26          | 6           | 76          | 28          | 60          | - US: 5,400,000 | - US: 4× Platinum - CAN: 4× Platinum - NZ: Gold | The World from the Side of the Moon |
| 2013  | "Gone, Gone, Gone"   | 24          | 18          | 3           | 1           | —           | —           | —           | 28          | —           | —           | —           | - US: 2,000,000 | - US: Platinum - CAN: Platinum                  | The World from the Side of the Moon |
| 2013  | "Where We Came From" | —           | —           | —           | —           | —           | —           | —           | —           | —           | —           | —           |                 |                                                 | The World from the Side of the Moon |
| 2014  | "Raging Fire"        | 58          | —           | 7           | 13          | —           | —           | —           | 26          | —           | —           | —           | - US: 293,000   |                                                 | Behind the Light                    |
| 2014  | "Unpack Your Heart"  | —           | —           | 33          | —           | —           | —           | —           | —           | —           | —           | —           |                 |                                                 | Behind the Light                    |

### Autres chansons classées
| Année                                                                | Chanson                        | Classement | Classement     | Classement        | Classement         | Classement | Ventes | Album                                          |
| Année                                                                | Chanson                        | US         | Bubbling Under | Hot Digital Songs | Rock digital songs | CAN        | Ventes | Album                                          |
| -------------------------------------------------------------------- | ------------------------------ | ---------- | -------------- | ----------------- | ------------------ | ---------- | ------ | ---------------------------------------------- |
| 2012                                                                 | "We've Got Tonight"            | 97         | —              | 41                | 8                  | 70         | 58,000 | American Idol - Top 3 - Season 11              |
| 2012                                                                 | "Volcano"                      | —          | 9              | 54                | 9                  | 84         | 49,000 | American Idol - Top 4 - Season 11              |
| 2012                                                                 | "Stand by Me"                  | —          | 24             | —                 | 15                 | —          | 24,000 | American Idol - Season Finale - Season 11 - EP |
| 2012                                                                 | "Beggin'"                      | —          | —              | —                 | 20                 | —          | 20,000 | American Idol - Top 3 - Season 11              |
| 2012                                                                 | "Movin' Out (Anthony's Song)"  | —          | —              | —                 | 25                 | —          | 15,000 | American Idol - Season Finale - Season 11 - EP |
| 2012                                                                 | "U Got It Bad"                 | —          | —              | —                 | 27                 | —          | 15,000 | American Idol - Top 7 - Season 11              |
| 2012                                                                 | "Have You Ever Seen the Rain?" | —          | —              | —                 | 32                 | —          | 12,000 | American Idol - Top 4 - Season 11              |
| 2012                                                                 | "Disease"                      | —          | —              | —                 | 35                 | —          | 11,000 | American Idol - Top 3 - Season 11              |
| 2012                                                                 | "Fat Bottomed Girls"           | —          | —              | —                 | 47                 | —          |        | American Idol - Top 6 - Season 11              |
| "—" denotes the single failed to chart or not relevant to the chart. |                                |            |                |                   |                    |            |        |                                                |